# Peales-Fruchttaube
Die Peales-Fruchttaube oder Braunschwanz-Fruchttaube (Ducula latrans) ist eine große Art der Taubenvögel, die zu den Fruchttauben zählt. Sie kommt ausschließlich auf der Inselgruppe der Fidschis vor, einer Inselgruppe im Südpazifik.
Die Bestandssituation der Peales-Fruchttaube wird von der IUCN mit Least Concern (nicht gefährdet) angegeben.

## Erscheinungsbild
Die Peales-Fruchttaube erreicht eine Körperlänge von etwa 42 Zentimetern. Sie ist damit etwa so groß wie eine Ringeltaube. Auf den Schwanz entfallen 14,9 bis 15,7 Zentimeter. Der Schnabel hat eine Lange von 1,9 bis 2,2 Zentimeter. Es besteht kein auffälliger Geschlechtsdimorphismus. Die Weibchen sind lediglich etwas matter gefärbt.
Der Vorderkopf, die Zügel und der Scheitel sind dunkel aschgrau. Auf der Scheitelmitte und im Nacken ist das Gefieder weinrötlich überlaufen. Der Hals ist rauchgrau, der Mangel ist glänzend braun. Die Flügeldecken sind ähnlich gefärbt, die einzelnen Federn haben mattbraune Säume. Die Armschwingen sind mattbraun mit einem leichten Grauton. Die Handschwingen sind schwärzlich. Der Rücken und die Oberschwanzdecken haben einen warmen Braunton. Der Schwanz ist ebenfalls braun.
Das Kinn und die Kehle sind blass weinrötlich bis isabellfarben. Der vordere Hals ist aschgrau. Die Brust ist dunkler als der Hals und ist ebenfalls weinrötlich überlaufen. Der Bauch ist hell mauverosa. Die Unterschwanzdecken sind matt braun. Die Iris, der Orbitalring und die Augenlider sind rot. Der Schnabel ist schwarz. Die Füße sind rot oder rotbraun.
Jungvögel ähneln den adulten Vögeln. Ihnen fehlen aber noch die weinrötlichen Farben. Die meisten Federn weisen rotbraune bis isabellfarbene Säume auf.

## Verwechselungsmöglichkeiten
Im Verbreitungsgebiet der Peales-Fruchttaube kommt auch die Tongafruchttaube vor. Diese ist kleiner und hat eine auffällig vergrößerte schwarze Wachshaut. Die Unterschwanzdecken sind bei dieser Art dunkel kastanienbraun. Die Flügeldecken sind blass grau.

## Verbreitungsgebiet
Die Peales-Fruchttaube kommt lediglich auf den Fidschi-Inseln vor und besiedelt hier alle größeren Inseln. Dort, wo sie sich mit der Tongafruchttaube überlappt, ist sie etwas seltener. Sie wird in ihrem Verbreitungsgebiet stark bejagt, gilt aber trotzdem als häufig.
Der Lebensraum sind die Tiefland- und Bergwälder.

## Lebensweise
Die Peales-Fruchttaube hält sich im dichten Dschungel vorwiegend in den Baumkronen auf, wo sie ihre aus Früchten bestehende Nahrung sucht. Nur sehr selten kommt sie auch auf den Boden. Typisch für diese Art ist ein geräuschvolles herumflattern und Kraxeln in den Baumkronen. Häufig hängt sie kopfüber an den Ästen, um so an die Früchte zu gelangen. Der Flug ist schnell und direkt mit langsamen und gleichmäßigen Flügelschlägen.
Über die Brutbiologie dieser Art ist wenig bekannt. Die Nester sind jedoch taubentypisch eine lose Plattform aus kleinen Ästchen, die in einer Astgabel errichtet wird. Das Gelege besteht aus einem einzelnen Ei.